# Felix Odebrecht
Felix Odebrecht (* 15. September 1984 in Berlin) ist ein deutscher Radrennfahrer.
Odebrecht begann mit zwölf Jahren mit dem Radsport. Als Juniorenfahrer gewann er 2002 das Weltcuprennen Trofeo Karlsberg. Von 2003 bis 2008 fuhr Odebrecht für verschiedene Continental Teams. Seine größten Erfolge in dieser Zeit war ein Etappensieg beim U23-Rennen Mainfranken-Tour 2005 und ein dritter Etappenrang bei der Herald Sun Tour 2007.

## Erfolge
2002 (Junioren)
- Gesamtwertung und eine Etappe Trofeo Karlsberg

 2005
- eine Etappe Mainfranken-Tour

## Teams
- 2003 	Winfix Techem
- 2004 	Winfix Arnolds Sicherheit
- 2005 	Akud Arnolds Sicherheit
- 2006 	Team Wiesenhof Akud
- 2007 	Team Wiesenhof-Felt
- 2008  	Atlas Romer’s Hausbäckerei